# Pituna compacta
Pituna compacta är en fiskart som först beskrevs av Myers 1927.  Pituna compacta ingår i släktet Pituna och familjen Rivulidae. Inga underarter finns listade i Catalogue of Life.